# Lampranthus multiradiatus

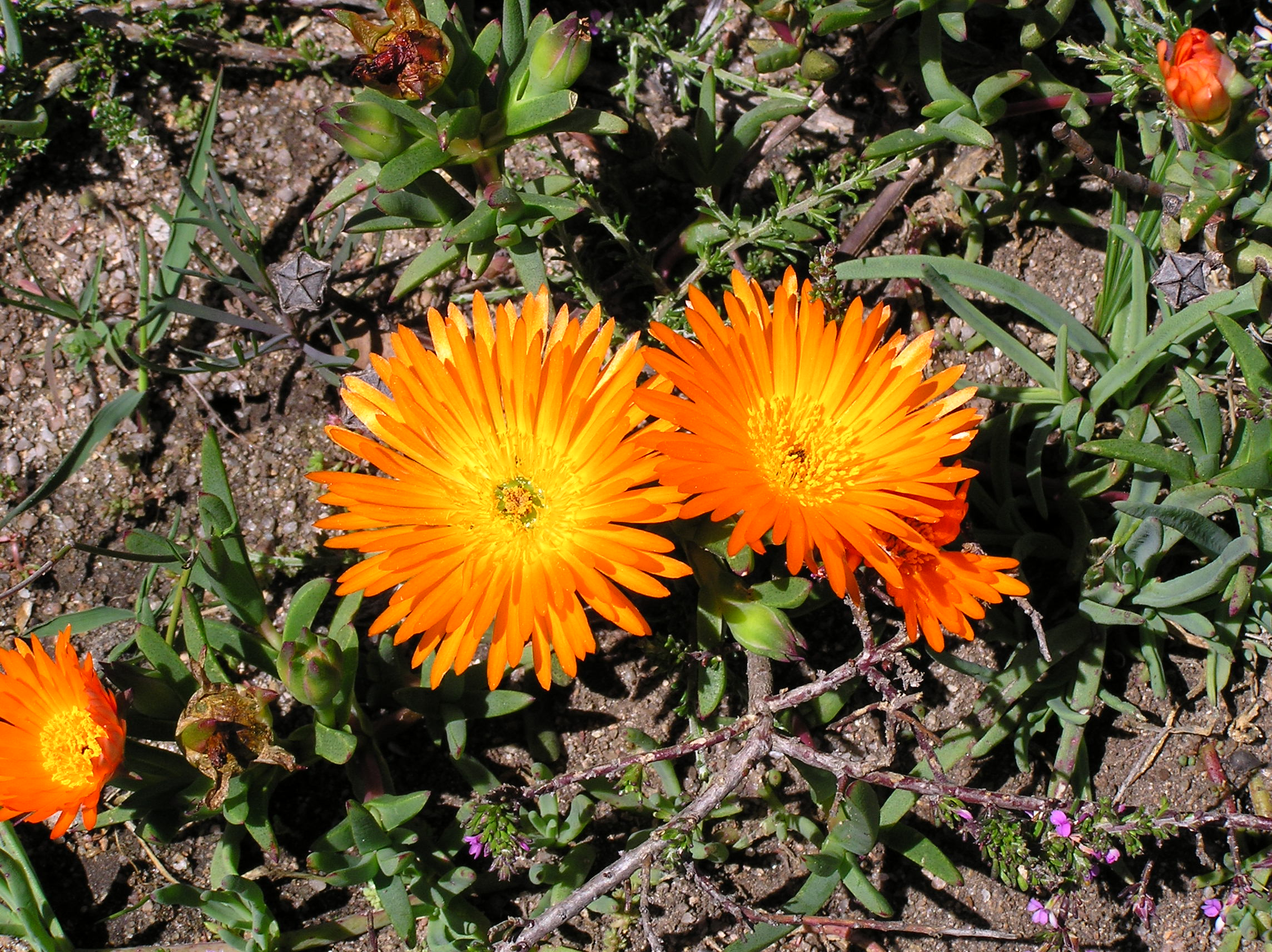
Detalle de las flores.

Lampranthus multiradiatus, comúnmente llamada rayito de sol, es una especie perteneciente a la familia de las aizoáceas, originaria de Sudáfrica.

## Descripción
Es una herbácea suculenta perenne, de porte rastrero con ramas extendidas, puede alcanzar 50 cm de alto y de ancho. Hojas falcadas, sésiles, carnosas, triangulares, de color verde grisáceo. Flores de unos 4 cm, con varios verticilos con pétalos violetas, rosados, cremosos, blancos, anaranjados, lilas, o rojos según la variedad.

## Distribución y hábitat
Es nativa de Sudáfrica y se encuentra naturalizada en la Macaronesia y Australia.
Habita las zonas arenosas de los litorales.

## Cultivo
Es utilizada en jardinería como planta ornamental, debido a su hábito rastrero se usa como tapizante. Se cultiva a pleno sol en sustratos con buen drenaje y riego escaso. Puede tolerar hasta -7 °C durante cortos periodos. Se multiplica por semillas o esquejes de tallo.

## Taxonomía
Lampranthus multiradiatus fue descrita por (Jacq.) N.E.Br. y publicada en The Gardeners' Chronicle, ser. 3 87(2255): 212. 1930.
Etimología
Lampránthus: nombre genérico que deriva de las palabras griegas: lamprós = "brillante" y ánthos = "flor" que alude a sus flores brillantes.
multiradiatus: epíteto latíno que significa  "con muchos rayos florales".
Sinonimia
- Lampranthus roseus (Willd.) Schwantes
- Mesembryanthemum roseum Willd. (1809)
- Mesembryanthemum multiradiatum Jacq. basónimo[7][2]